# MTASC
MTASC (Motion-Twin ActionScript 2 Compiler) — компилятор ActionScript 2.0, написанный на языке программирования Objective Caml (OCaml). Является свободно распространяемым программным обеспечением с открытым исходным кодом. Может компилировать один или несколько файлов ActionScript непосредственно в SWF-байткод без использования среды разработки Flash или других приложений.
MTASC представляет собой консольное приложение, вследствие этого появились отдельные проекты для облегчения работы с ним: интеграция с Flash IDE (FLASC), добавление интерфейса пользователя (mtascGUI) и т.п.

## Отличия от компилятора Macromedia (MMC)
- Время компиляции. MTASC значительно быстрее MMC.
- Область действия локальных переменных. В MTASC она ограничена блоком кода, в MMC — функцией.
- Директива #include не поддерживается MTASC как соответствующая устаревшей практике программирования.
- Локальные (вложенные) функции. MTASC поддерживает только анонимные локальные функции, в то время как MMC допускает вложения именованных функций.
- Динамический доступ к данным и объектам. В MTASC не поддерживаются выражения типа eval("this") и eval("arguments"), свойство root клипа недоступно вне соответствующего контекста.

### Дополнительные возможности и усовершенствования
- Пользовательские функции трассировки.
- Типизированные массивы.
- Определение типов переменных во время компиляции.

## Использование
MTASC может использоваться как для инъекции кода в существующий SWF-файл (созданный при помощи Flash IDE), так и для компиляции нового из исходных файлов.

### Запуск MTASC из командной строки
```
mtasc [параметры] файлы
```

### Параметры командной строки
MTASC может быть запущен из командной строки со следующими параметрами:
| Параметр | Описание |
| -------- | --- |
| -swf     | Имя компилируемого SWF-файла. |
| -cp      | Каталог с исходными файлами для компиляции; может быть указан несколько раз.                                                      |
| -main    | Автоматический вызов статической функции main после регистрации классов.                                                          |
| -header  | Данные заголовка компилируемого файла в формате ширина:высота:fps:цвет. Если параметр указан, будет скомпилирован новый SWF-файл. |
| -mx      | Использовать классы компонентов MX V2.                                                                                            |
| -version | Версия SWF. |
| -v       | Вывод подробной информации в процессе компилирования.                                                                             |
| -out     | Новое имя компилирумого файла. |
| -msvc    | Использовать стиль Microsoft Visual Studio для вывода сообщений об ошибках компиляции.                                            |
| -strict  | Использовать строгий режим компиляции (должен быть указан тип переменных при объявлении).                                         |
| -exclude | Текстовый файл, в котором перечислены не компилируемые исходные файлы (по одному в строке).                                       |
| -trace   | Имя пользовательской функции трассировки сообщений (замена стандартной функции trace()) или no для отключения трассировки.        |
| -keep    | Сохранять классы, уже скомпилированные в SWF.                                                                                     |
| -frame   | Экспортировать классы AS2 ы указанный кадр.                                                                                       |
| -pack    | Компилировать все файлы в указанном пакете.                                                                                       |
| -group   | Объединяет классы в один клип (может привести к проблемам при совместном использовании с -keep или -mx).                          |
| -wimp    | Предупреждать о неиспользуемых импортах классов.                                                                                  |
| -infer   | Использовать определение типов для локальных переменных.                                                                          |
| -help    | Вывод информации о версии компилятора и списка параметров.                                                                        |

### Пример компиляции из командной строки
Для примера возьмём простой класс ActionScript:
```
// Test.as

class
 
Test
 
{

    
static
  
var
 
app
:
Test
;

    
private
 
var
 
square
:
MovieClip
;

    

    
static
 
function
 
main
()
 
{

        
app
 
=
 
new
 
Test
();

    
}

    

    
function
 
Test
()
 
{

        
square
 
=
 
_root
.
createEmptyMovieClip
(
"square"
,
 
_root
.
getNextHighestDepth
());

        
square
.
_x
 
=
 
150
;

        
square
.
_y
 
=
 
150
;

        

        
square
.
beginFill
(
0
xFF9900
);

        
square
.
moveTo
(
 
50
,
  
50
);

        
square
.
lineTo
(
 
50
,
 
-
50
);

        
square
.
lineTo
(
-
50
,
 
-
50
);

        
square
.
lineTo
(
-
50
,
  
50
);

        
square
.
lineTo
(
 
50
,
  
50
);

        
square
.
endFill
();

        

        
square
.
onEnterFrame
 
=
 
function
()
 
{

            
this
.
_rotation
 
+=
 
1
;

        
}

    
}

}

```

Запустите MTASC со следующими параметрами:
```
mtasc -v -main -swf test.swf -header 300:300:24:332525 Test.as
```

В результате будет скомпилирован файл test.swf с размерами сцены 300 на 300 пикселей, частотой кадров 24 и тёмно-коричневым цветом фона (#332525).